# Downtown

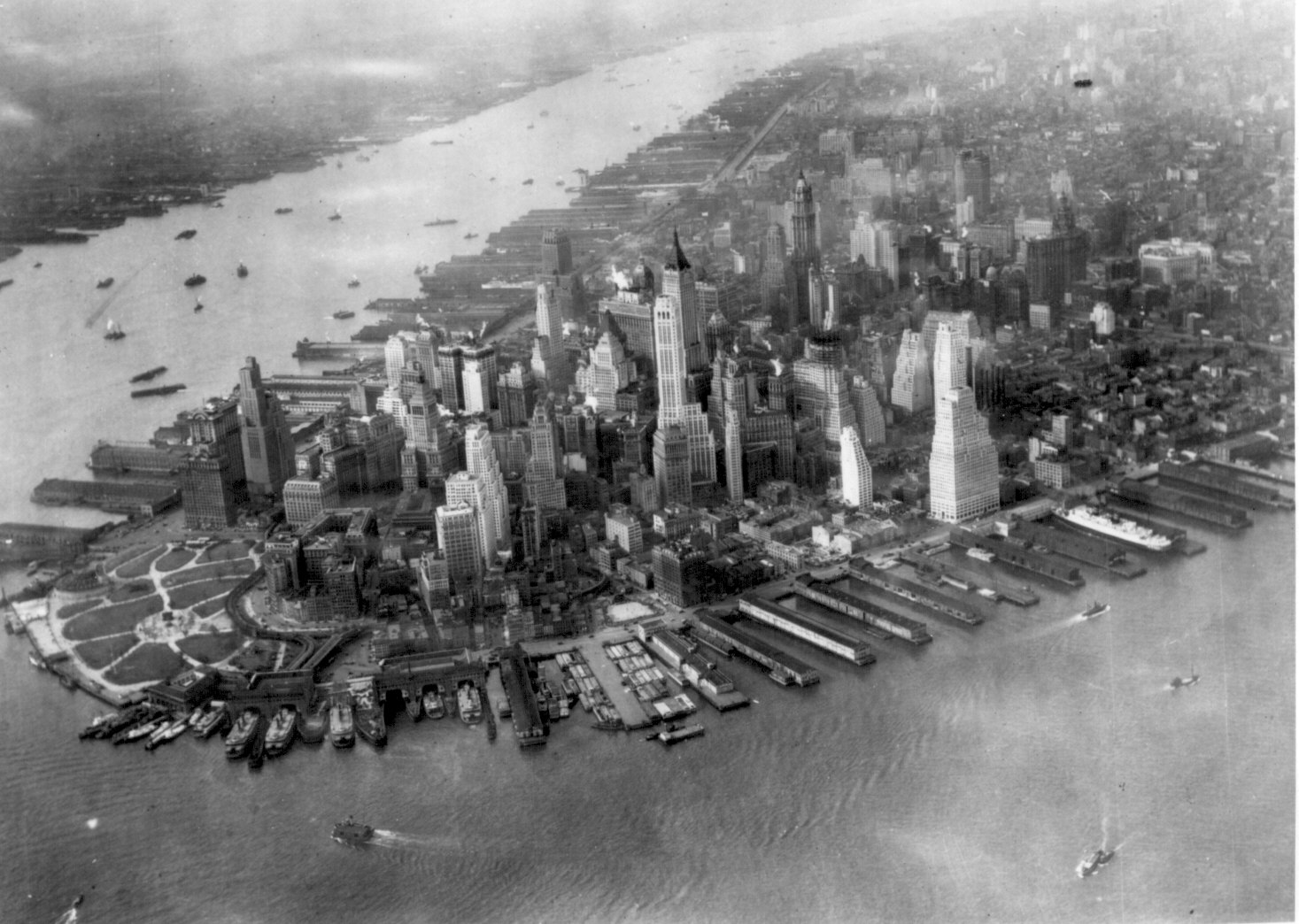
Downtown New Yorku v roce 1931

Downtown je anglický termín, který především v amerických a kanadských městech označuje jádro města, obvykle tvořené centrální obchodní čtvrtí.
Tento termín vznikl ve městě New Yorku, kde ho poprvé použili na označení původního města na jižním cípu ostrova Manhattan. Jak město rostlo, jediný směr kam se mohlo rozšiřovat, bylo na sever ostrova. Proto se všechno na sever od původního města nazývalo „uptown“, zatímco původní město, tehdy jediné hlavní obchodní centrum, bylo nazývané „downtown“. Termín začali používat v městech ve Spojených státech a Kanadě a označuje historické jádro města, které však nebylo vždy shodné s obchodním centrem města.
Na Manhattanu je to relativní pojem. Všechno na jih od místa, kde se pozorovatel nachází, označujeme jako downtown, a všechno na sever uptown. Podobně ve městě New Orleans, „downtown“ je synonymum slova „downriver“ (po proudu řeky) a „uptown“ zase „upriver“ (proti proudu). Centrální obchodní čtvrť v New Orleans se nazývá „CBD“.

## Downtown ve Spojených státech amerických
- Downtown and Midtown Manhattan, New York City
- Downtown Chicaga
- Downtown Los Angeles
- Downtown Houstonu
- Downtown Philadelphie
- Downtown Dallasu
- Downtown San Diega
- Downtown San Francisca
- Downtown Washingtonu, D.C.
- Downtown Bostonu
- Downtown Seattlu
- Downtown Atlanty
- Downtown Miami
- Downtown Minneapolisu
- Downtown New Orleansu
- Downtown Pittsburghu
- Downtown Denveru
- Downtown Baltimoru

## Downtown v Kanadě
- Downtown Toronta
- Downtown Montrealu
- Downtown Vancouveru
- Downtown Calgary
- Downtown Edmontonu
- Downtown Ottawy
- Downtown Winnipegu
- Downtown Halifaxu